# Route de Darnétal
La route de Darnétal est une voie publique de la commune française de Rouen.

## Situation et accès
La route de Darnétal est une voie historique sur la rive droite de la Seine à Rouen. Longue de 1 600 mètres, elle relie la place Saint-Hilaire à la route de Rouen à Darnétal. Elle suit le cours du Robec.
Rues adjacentes
- Rue du Jardin-Thierry
- Rue de l'Abreuvoir
- Impasse Prunier
- Rue Claude-Monet
- Rue du Petit-Pont
- Parvis de l'église Saint-Hilaire
- Rue du Franc-Manoir
- voie ferrée
- Passage des Ursulines
- Rue du Tour
- Rue des Ursulines
- Impasse Dohet
- Rue du Moulin-Saint-Amand
- Rue Sœur-Marie-Ernestine
- Rue de l'Abbé-Colas
- Rue Charles-Muller
- Rue de la Petite-Chartreuse
- Rue Grieu
- Rue de la Pannevert
- Rue Dargent
- Avenue de la Grand'Mare
- (Rocade Nord-Est)
- Rue Saint-Gilles

La rue est desservie par les lignes T2 et T3 du TEOR.

## Origine du nom
Elle porte ce nom car elle mène à Darnétal.

## Historique
Après avoir porté le nom de « route de Rouen à Beauvais » (1813) puis « route de Rouen à Darnétal » elle a été dénommée plus simplement « route de Darnétal ».
Il existait à proximité, partant de la rue des Sapins, la « sente des Jardins » ouverte à la fin du XVIIIe siècle devenue « rue de Darnétal » qui a disparu au cours des divers travaux d'aménagement.

## Bâtiments remarquables et lieux de mémoire
- Roger Pruvost y a vécu.
- L'Hospice-sanatorium de Rouen se trouvait au no 135, à partir de 1923.
- Église Saint-Hilaire de Rouen.
- no 247-251 : Auberge de jeunesse (ancienne teinturerie Auvray).
- École nationale supérieure d'architecture de Normandie (ancienne usine Fromage) à Darnétal.